# 八雷神
八雷神（日语：ヤクサイカヅチノカミ）乃《古事記》之記述，《日本書紀》寫成八色雷公，祂們是日本神話裡的雷神，別名有火雷神（（日語）ホノイカヅチノカミ）、火雷大神（（日語）ホノイカヅチノオオカミ）、雷神（（日語）イカヅチノカミ）等。

## 概要

### 古事記之記載
根據《古事記》上卷之記錄，伊邪那岐命砍殺燒死伊邪那美命的迦具土後，因為非常思念祂，遂追往黃泉國。在黃泉國大殿門前，伊邪那美命由殿內開門迎接，伊邪那岐命對祂說：「我的愛妻呀，我和妳創造的國土尚未完成，請跟我回去吧！」伊邪那美命答：「真是可惜呀！你不早點來，我已經吃了黃泉國的飯食。既然你特意前來找我，我也願意回去呀。且讓我跟黃泉神商量，在這期間不要偷看我。」伊邪那美命邊說邊走入殿內。
伊邪那美命久而未返，伊邪那岐命等得不耐煩，於是取下左髮髻插著的髮梳，折下一齒作燭火，走入殿中。但祂所看見的卻是伊邪那美命腐爛的身軀上佈滿了蛆，且發現頭部被大雷盤據、胸部被火雷盤據、腹部被黑雷盤據、下陰被拆雷盤據、左手被若雷盤據、右手被土雷盤據、左足被鳴雷盤據、右足被伏雷盤據，共有八雷神繞纏其屍身。
伊邪那岐命嚇得拔腿就跑，伊邪那美命怒斥：「你這樣簡直是汙辱我！」立馬派遣豫母都志許賣追捕。伊邪那岐命丟出黑御鬘變成山葡萄，趁豫母都志許賣撿食之際逃跑，卻仍被追上。再丟出右髮髻插著的髮梳，折下一齒變成竹笋，又趁豫母都志許賣撿食之際逃逸。後來伊邪那美命遣八雷神率領一千五百黃泉大軍追趕，嚇得伊邪那岐命抽出十拳劍一邊揮舞一邊逃走。

### 日本書紀之記載
據《日本書紀》卷第一神代上第九種說法之記載，伊奘諾尊欲見其妹伊奘冉尊，乃到殯殮之處。本來伊奘冉尊出來迎接祂，都如同在世般無異狀。接著後者說：「我的夫君，請勿看我。」語畢突然消失且四周陷入一片黑暗，伊弉諾尊舉起火把視之，伊奘冉尊的屍身腫脹，上有八色雷公。受到驚嚇的伊弉諾尊急忙走避，八色雷公追趕之。伊弉諾尊躲進路邊的桃樹下，並以果實擊退眾雷，這就是桃子能驅鬼的源由。伊奘諾尊乃投其杖曰：「自此之後，雷不敢來。」便是所謂的岐神，也是來名戶之祖神。而所謂的「八雷」，在首曰大雷、在胸曰火雷、在腹曰土雷、在背曰稚雷、在尻曰黑雷、在手曰山雷、在足上曰野雷、在陰上曰裂雷。

## 解說
此八位神祇之神名解釋如下：
1. 大雷：「大」表示其威力，「雷（（日語）ヅチ）」即為神靈之意。
2. 火雷：意表伴隨著雷的火光。
3. 黑雷：雷鳴時天色昏暗之意。
4. 拆雷：落雷劈開物體之樣貌，其中「拆（（日語）サク）」本義為裂開，代表女陰裂縫。
5. 若雷：「若」在日語裡表示年輕，故代表年輕旺盛之力。
6. 土雷：落雷落至大地之樣貌。
7. 鳴雷：表示雷鳴聲。
8. 伏雷：表示雷潛伏在雲層間之樣貌。

## 信仰
在日本主祭八雷神的神社除了各地的雷電神社外，另計有下述：
- 葛木坐火雷神社（奈良縣北葛城郡新庄町）

## 內部連結
- 伊奘諾尊
- 伊奘冉尊
- 豫母都志許賣
- 天之尾羽張
- 雷神 (日本)